# Maschinenbauanstalt Übigau

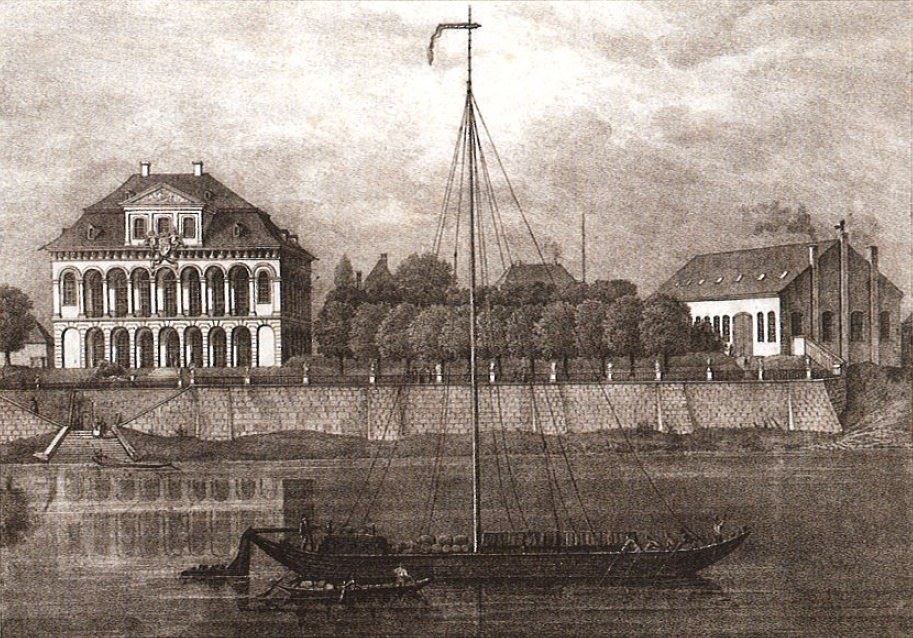
Lithographie von 1836, links Schloss Übigau, Verwaltungsgebäude der Maschinenbauanstalt

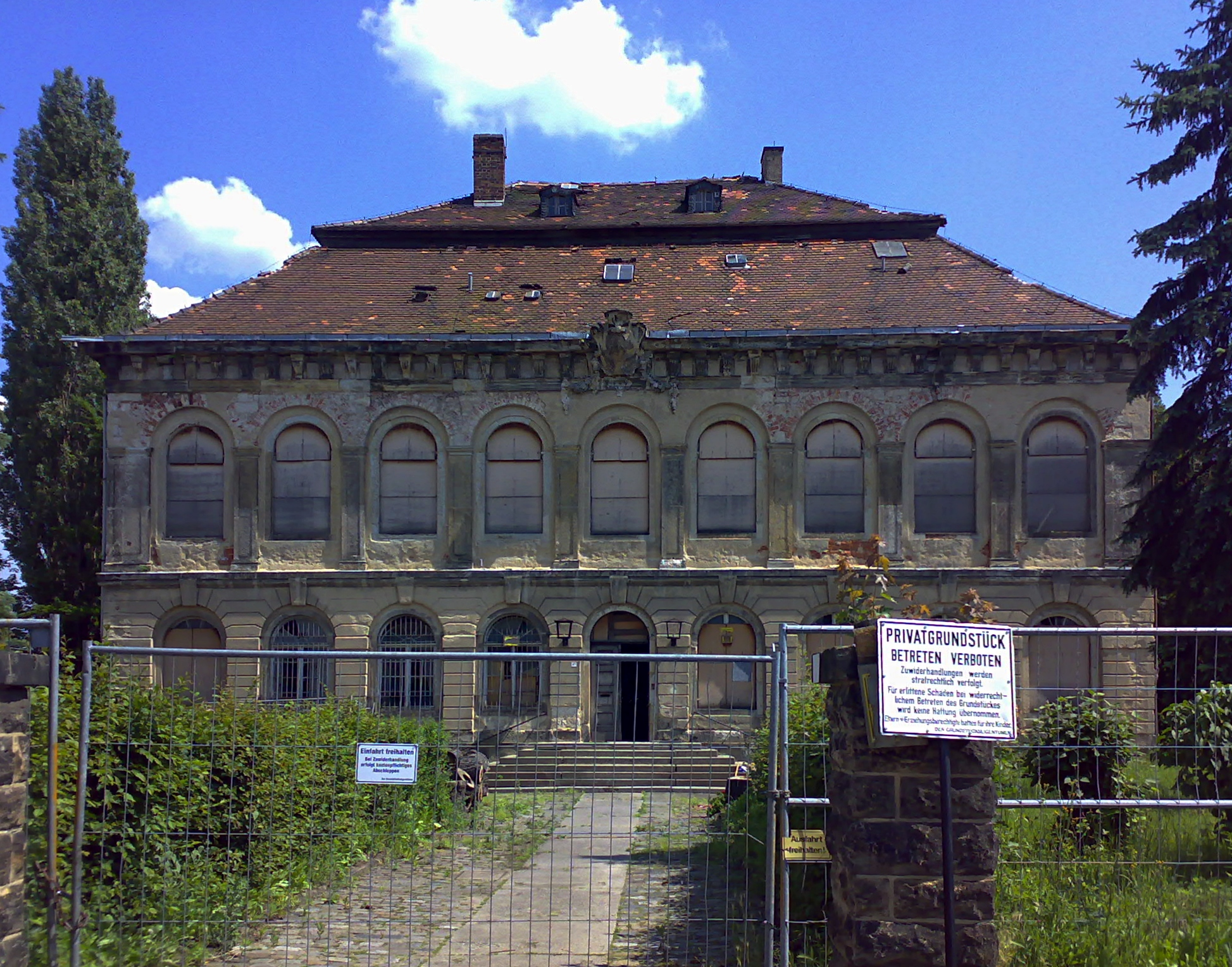
Schloss Übigau 2007

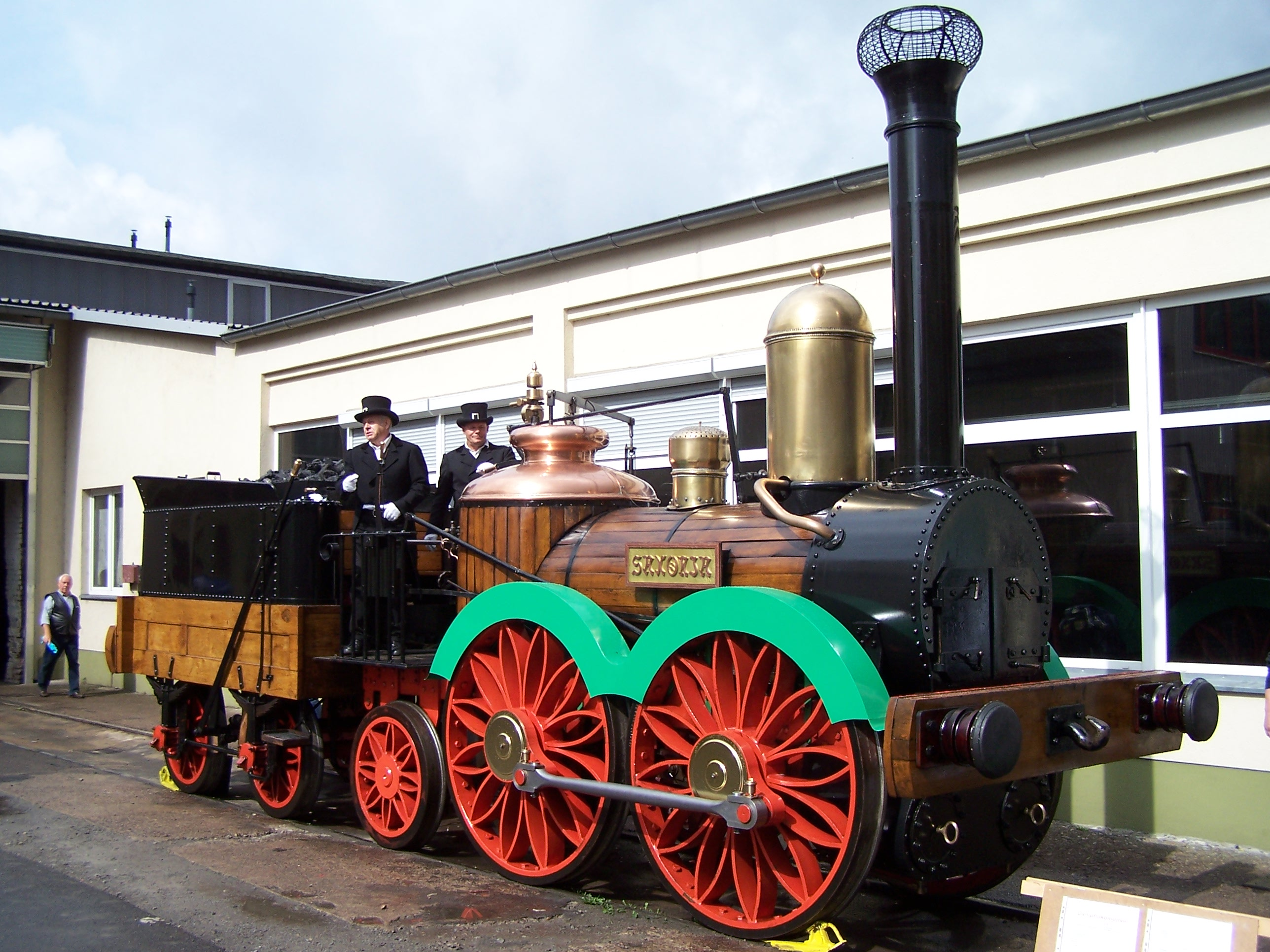
Ende der 1980er Jahre entstand der Kessel für den Nachbau der Saxonia

Die Maschinenbauanstalt Übigau, vollständiger Name Dresdener Actien-Maschinenbau-Verein, Maschinenbau-Anstalt Uebigau, war eine frühindustrielle Maschinenbaufirma und Werft im heutigen Dresdner Stadtteil Übigau. Sie ist der Hersteller der Saxonia, der ersten funktionstüchtigen in Deutschland gebauten Dampflokomotive, sowie der Königin Maria, die als erstes sächsisches Personendampfschiff gilt.

## Geschichte
Der im Juni 1836 entstandene Dresdener Actien-Maschinenbau-Verein gründete im gleichen Jahr die „Maschinenbau-Anstalt Uebigau“ und eröffnete sie zum 1. Januar 1837. Maßgeblich daran beteiligt war der Professor an der Königlich-Technischen Bildungsanstalt Dresden und Ingenieurwissenschaftler Johann Andreas Schubert (1808–1870), der in der Folge als Technischer Direktor und Vorsitzender des Direktoriums des Unternehmens fungierte. Zu den Mitarbeitern der Firma gehörte auch Christian Johann Heinrich Schmidt, der anschließend zu Sachsens erstem Lokführer wurde. Standort der Maschinenbauanstalt war das Schloss Übigau und das unmittelbar nördlich davon (in Richtung Altübigau) gelegene Gelände. Das Schloss war 1836 in den Besitz der Maschinenbauanstalt übergegangen, die es zur Unterbringung ihrer Verwaltungsbüros und Konstruktionsräume nutzte. Die Produktionsstätten waren nördlich benachbart.
Die Maschinenbauanstalt wurde gegründet, um einige Projekte Schuberts zu realisieren. Eines davon war der Bau der ersten deutschen Dampflok, der Saxonia, für die Leipzig-Dresdner Eisenbahn. Schubert konstruierte 1837 in Übigau zudem den Antrieb der Königin Maria, eines der ersten oberelbischen Dampfschiffe. Bereits im April 1838 schied er jedoch wieder aus der Firma aus, um sich seinem Lehrstuhl zu widmen. Da es weder einen offiziellen Bauauftrag, noch genügende technische Erfahrungen gab, war die Produktion der Saxonia für das Unternehmen mit einem hohen Risiko verbunden. Vor allem wegen mangelnder Aufträge blieb die wirtschaftliche Situation der Maschinenbauanstalt auch in der Folgezeit angespannt. Am 15. Juni 1841 wurde die Liquidation der Maschinenfabrik beschlossen. Der Dresdener Actien-Maschinenbau-Verein bot sie im Juli 1841 zum freihändigen Verkauf an.
Unabhängig von ihr entstanden Jahrzehnte später fast am gleichen Standort die Schiffswerft Übigau in den 1870er und die Dampfkesselfabrik Übigau (später VEB Dampfkesselbau) in den 1930er Jahren.

## Produkte
Hauptprodukt der Maschinenbauanstalt waren Dampfmaschinen aller Art, die im stationären Betrieb sowie auf Schiffen und Lokomotiven zum Einsatz kommen sollten, sowie Dampfkessel und Spinnmaschinen bzw. landwirtschaftliche Maschinen. Das Unternehmen baute ab April 1837 die Kessel sowie die aus Berlin gelieferten Niederdruck-Dampfmaschinen in die beiden am Johannstädter Elbufer gefertigten Schiffe Königin Maria und Prinz Albert ein. Zudem entstanden in Übigau die 1838 ausgelieferte Saxonia und mit der am 12. April 1840 gelieferten Phoenix noch eine weitere Lokomotive, die allerdings nicht von der Leipzig-Dresdner Eisenbahn übernommen wurde. Danach baute das Werk keine kompletten Lokomotiven mehr, sondern nur noch Kessel. Für den Maschinendirektor Christian Friedrich Brendel, dem die Entscheidung über den Maschineneinsatz im gesamten sächsischen Berg- und Hüttenwesen oblag, wurden benötigte Bergmaschinen projektiert und konstruiert.